# Departamento Cainguás
Das Departamento Cainguás liegt im Zentrum der Provinz Misiones im Nordosten Argentiniens und ist eine von 17 Verwaltungseinheiten der Provinz. 
Es grenzt im Norden an die Departamentos Libertador General San Martín und Montecarlo, im Osten an das Departamento Guaraní, im Süden an das Departamento Veinticinco de Mayo und im Westen an die Departamentos Oberá und San Ignacio. 
Die Hauptstadt des Departamento Cainguás ist Campo Grande.

## Bevölkerung
Nach Schätzungen des INDEC stieg die Einwohnerzahl von 47.271 Einwohnern (2001) auf 51.962 Einwohner im Jahre 2005.

## Städte und Gemeinden
Das Departamento Cainguás ist in folgende Gemeinden aufgeteilt:
- Aristóbulo del Valle
- Dos de Mayo
- Campo Grande

Koordinaten: 27° 6′ S, 54° 48′ W